# Квинт Клелий Сикул (цензор)
Вижте пояснителната страница за други личности с името Квинт Клелий Сикул.
Квинт Клелий Сикул (на латински: Quintus Cloelius Siculus) е през 378 пр.н.е. цензор на Римската република заедно с Спурий Сервилий Приск. Той е през 372 пр.н.е. заедно с него консул.